# درة محفوظي
درة محفوظي (7 أغسطس 1993) هي رياضية ألعاب قوى تونسية متخصصة في القفز بالزانة، فازت بعدة ميداليات محلية وقارية وإقليمية، رقمها القياسي هو 4.15 متر حققته في البطولة العربية لألعاب القوى 2017 وفازت خلالها بالميدالية الذهبية.

## دراستها
درست درة مرحلتها الثانوية في معهد بورقيبة النموذجي بتونس، ثم درست الطب في كلية الطب بتونس.

## مشاركاتها

### ميدالياتها
| العام           | المسابقة                                             | المكان          | المركز          | حدث             | ملاحظة          |
| متنافسة من تونس | متنافسة من تونس                                      | متنافسة من تونس | متنافسة من تونس | متنافسة من تونس | متنافسة من تونس |
| --------------- | ---------------------------------------------------- | --------------- | --------------- | --------------- | --------------- |
| 2010            | ألعاب القوى في الألعاب الأولمبية الصيفية للشباب 2010 | سنغافورة        | 5               | القفز بالزانة   | 3.45            |
| 2011            | بطولة أفريقيا لألعاب القوى للناشئين 2011             | غابورون         | 20PX            | القفز بالزانة   | 3.40            |
| 2011            | الألعاب الأفريقية 2011                               | مابوتو          | 20PX            | القفز بالزانة   | 3.60            |
| 2011            | دورة الألعاب العربية 2011                            | الدوحة          | 20PX            | القفز بالزانة   | 3.65            |
| 2012            | البطولة العربية لألعاب القوى للشباب 2012             | عمان            | 20PX            | القفز بالزانة   | 3.55            |
| 2012            | بطولة أفريقيا لألعاب القوى 2012                      | بورتو نوفو      | 20PX            | القفز بالزانة   | 3.40            |
| 2013            | البطولة العربية لألعاب القوى 2013                    | الدوحة          | 20PX            | القفز بالزانة   | 3.60            |
| 2013            | ألعاب التضامن الإسلامي 2013                          | فلمبان          | 4               | القفز بالزانة   | 3.65            |
| 2013            | ألعاب التضامن الإسلامي 2013                          | فلمبان          | —               | الوثب الطويل    | 4.88            |
| 2014            | بطولة أفريقيا لألعاب القوى 2014                      | مراكش           | 20PX            | القفز بالزانة   | 3.70            |
| 2015            | الألعاب الأفريقية 2015                               | برازافيل        | 20PX            | القفز بالزانة   | 4.10            |
| 2016            | بطولة أفريقيا لألعاب القوى 2016                      | ديربان          | 20PX            | القفز بالزانة   | 3.80            |

### أرقامها الشخصية
| الرياضة       | الرياضة         | الرقم  | الحدث                                                     | المكان | التاريخ        |
| ------------- | --------------- | ------ | --------------------------------------------------------- | ------ | -------------- |
| القفز بالزانة | في الهواء الطلق | 4,15 m | البطولة العربية لألعاب القوى 2017                         | رادس   | 17 يوليو 2017  |
| القفز بالزانة | داخل الصالات    | 3,90 m | بطولة البحر الأبيض المتوسط لألعاب القوى 2016 داخل الصالات | رين    | 21 فبراير 2016 |